# Опеньок осінній
Опеньок осінній (Armillaria ostoyae) — гриб родини Armillaria.
Місцеві назви — підопеньки, підпеньки, козирі. Класифікація грибів неоднозначна: одні автори відносять його до родини лепіотових (Lepiotaceae), інші до рядовкових (Tricholomataceae), негниючникових (Marasmiaceae), з'ясовано можливу спорідненість опеньок з тропічним родом грибів з Південно-східної Азії — фізалакрією (Phisalacriaceae).

## Будова
Шапинка гриба 2-8(15) см у діаметрі, напівкуляста, згодом плоскорозпростерта, іноді з горбом у центрі, буро-жовта, жовтосіро-коричнювата або рудувато-коричнювата, темнолуската, особливо в центрі, по краю з пластівчастими залишками загального покривала. Шкірка легко знімається. Пластинки трохи спускаються на ніжку, білуваті, далі світло-бежеві, рожевувато-кремові, червонувато-коричнюваті. Спори 7-9(10) × 5-7 мкм, безбарвні, еліпсоподібні, гладенькі.
Ніжка 5-10(18) × 0,4-2,5 см, щільна, з віком жорстка, вгорі білувата, нижче — кольору шапки або темніша, пластівчастолуската, з часом майже гола, з білуватим нестійким кільцем. М'якуш білий, приємний на смак і запах.

## Поширення
Зустрічається по всій Україні, загалом поширений у всій голарктичній області світу. Росте у листяних і хвойних лісах, садах, на пеньках, стовбурах, корінні дерев та чагарників великими, тісними групами; паразит. Вражена міцелієм опенька деревина світиться у темряві.

## Використання

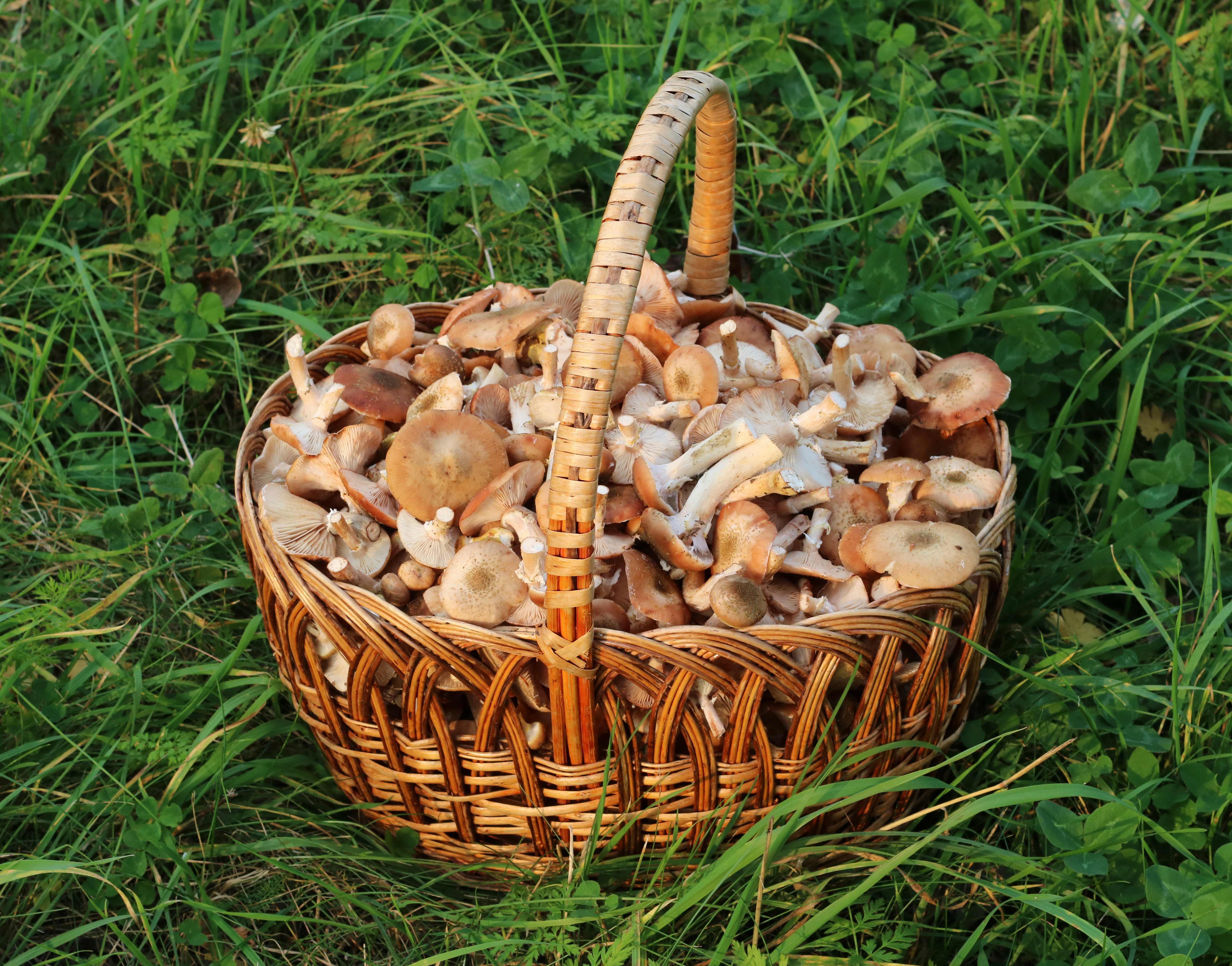
Опеньки у кошику. Вінницька область, Україна

Збирають у вересні — листопаді. Добрий їстівний гриб. Використовують після 20-хвилинного відварювання (відвар злити). Смажать, сушать, маринують, засолюють.
Розміри і забарвлення гриба дуже мінливі, тому, збираючи його, треба звертати увагу на колір пластинок, щоб помилково не взяти отруйний сірчано-жовтий несправжній опеньок.
Необхідно враховувати, що в опеньку містяться речовини (природа їх ще не встановлена), які при частому вживанні цього гриба можуть викликати більш-менш тяжке захворювання. В Україні реєструвалися випадки отруєння недостатньо відвареним опеньком при вживанні його протягом декількох днів. Причиною може бути отрута, присутня у грибі в незначній кількості, яка може накопичуватися в печінці й викликати захворювання при досягненні критичної кількості.
| Частина гриба | Свіжі гриби | Свіжі гриби   | Склад сухої речовини | Склад сухої речовини | Склад сухої речовини | Склад сухої речовини | Склад сухої речовини | Склад сухої речовини  | Склад сухої речовини |
| Частина гриба | Вода        | Суха речовина | Білки                | Жири                 | Манітол              | Цукор                | Клітковина           | Екстрактивні речовини | Зола                 |
| ------------- | ----------- | ------------- | -------------------- | -------------------- | -------------------- | -------------------- | -------------------- | --------------------- | -------------------- |
| Ніжка         | 92,53       | 7,47          | 26,91                | 4,62                 | 9,16                 | 2,91                 | 44,07                | 3,52                  | 8,81                 |
| Шапинка       | 92,80       | 7,20          | 28,16                | 4,92                 | 10,74                | 3,18                 | 37,58                | 4,50                  | 10,92                |